# Paraphamartania stukei
Paraphamartania stukei là một loài ruồi trong họ Asilidae. Paraphamartania stukei được Geller-Grimm miêu tả năm 1997. Loài này phân bố ở vùng Cổ Bắc giới.